# Joker Out
Joker Out est un groupe de musique slovène, fondé à Ljubljana en 2016.

Il représente la Slovénie au Concours Eurovision de la chanson 2023, à Liverpool au Royaume-Uni.

## Histoire
Le groupe Joker Out s'est formé en mai 2016, et est alors composé d'anciens membres de deux groupes : Bojan Cvjetićanin, Matic Kovačič et Martin Jurkovič étaient membres du groupe Apokalipsa; Kris Guštin et Jan Peteh faisaient partie du groupe Buržoazija. Le 21 mai 2016, le groupe réalise sa première performance, au Festival na gaju avant de se produire dans différents festivals, et remporte la quatrième édition du concours Špil liga. Ils donnent leur premier concert en tant qu'artistes principaux le 2 novembre 2019 au château de Ljubljana. En 2020, le batteur, Matic Kovačič quitte le groupe et est remplacé par Jure Maček.

La même année, ils reçoivent le prix Zlata piščal de la révélation de l'année, suivi par le prix du meilleur artiste en 2021 et en 2022,.
Leur premier album studio, Umazane misli, sort en octobre 2021, suivi de leur second album, intitulé Demoni, sorti en août 2022.

Peu après la sortie de leur second album, le bassiste Martin Jurkovič annonce son départ du groupe; il est remplacé par Nace Jordan.

### Concours Eurovision de la chanson 2023
Le 8 décembre 2022, le télédiffuseur public slovène RTVSLO annonce que le groupe a été sélectionné en interne pour représenter la Slovénie au Concours Eurovision de la chanson 2023. Il est annoncé dans la foulée que leur chanson sera interprétée en slovène et sortira le 4 février 2023. En vingt-neuf participations, c'est la deuxième fois que le représentant est sélectionné en interne et non pas au moyen d'une sélection nationale télévisée,.

La chanson Carpe Diem est révélée au public lors d'une émission diffusée sur TV SLO 1, intitulée Misija Liverpool, ainsi que sur la chaîne YouTube de l'Eurovision, lors d'un livestream.
Le groupe participe à la seconde demi-finale du jeudi 11 mai, où il est qualifié pour la finale du samedi 13 mai. Il termine à la 21e place avec 78 points.

## Membres

### Membres actuels
- Bojan Cvjetićanin, né le 6 janvier 1999 (25 ans)− chant
- Jure Maček, né le 25 mai 1996 (28 ans) − batterie
- Kris Guštin, né le 16 janvier 2000 (25 ans) − guitare
- Jan Peteh, né le 1er janvier 1999 (25 ans) − guitare
- Nace Jordan, né le 30 juin 1994 (30 ans) − basse

### Anciens membres
- Matic Kovačič − batterie
- Martin Jurkovič − basse

## Discographie

### Albums
- 2021 – Umazane misli
- 2022 – Demoni
- 2023 - Live from Arena Stožice

### Singles
- 2017 – Omamljeno telo
- 2019 – Gola
- 2020 – Vem da greš
- 2020 – Umazane misli
- 2021 – A sem ti povedal
- 2022 – Katrina
- 2023 - Demoni
- 2023 – Carpe Diem
- 2023 – New wave avec Elvis Costello
- 2023 - Sunny side of London
- 2024 - Everybody's waiting
- 2024 - Šta Bih Ja